# 盛唐三部曲
盛唐三部曲是黃易所作的武俠小說其中三部，這三部中角色與情節有一部份的連貫性，依背景時間順序分別是：
- 《日月當空》（武周）
- 《龍戰在野》（武周至神龍革命）
- 《天地明環》（神龍革命開始）

## 登場人物
《日月當空》、《龍戰在野》、《天地明環》）裡全部登場人物的概覽。

### 主要連貫人物
- 龍鷹

原名小樸，為杜傲年紀最小的徒弟，同時為其修練道心種魔大法之爐皿，為避追捕而在荒野小屋居住五年，後被風過庭及太平公主所捕。
在押返神都（即洛陽）其間，因被花間女成功行刺，反使其可以由死入生，因緣際會地成為自向雨田之後，第二名練成道心種魔大法的聖門中人。承襲了聖門邪帝的封號，同時得到身為聖門中人武曌身旁得力助手胖公公的援手。其後因為武曌默寫道心種魔大法十二篇而被封為大周國賓。
曾於八方樓替武曌怒斬薛懷義而被賜與人雅等為妾，後與吐蕃統帥橫空牧野，中原第一刀手萬仞雨，御前劍士風過庭等成為好友。
為殺邊遨和外族聯手組織遠征軍。為破壞台勒虛雲等人的陰謀，不惜偽裝成「醜神醫」王庭經和「玩命郎」范輕舟。
- 武曌

《大唐雙龍傳》卷末出現的小女孩，婠婠的弟子（亦有猜測是徐子陵和婠婠的女兒）、精擅「奼女大法」。出身於魔門陰癸派的武曌大肆肅清魔門，以她雷厲風行的武功與手段、對魔門的深刻了解，成功把幾百年也消滅不了的魔門根除，飽閱從魔門收集回來的武功秘籍，結合自身武功，連其師弟僧王法明也承認是其中一位不願面對的對手。因收集《道心種魔大法》與龍鷹結緣，視龍鷹為聖門師弟。從龍鷹得悉仙門之秘。與龍鷹有五年之約，五年後會將江山交還唐室。
千黛為令她心無雜念參透仙門之秘，假扮她並在宮內去世。
在《天地明環》中被龍鷹等人送入乾陵。
- 「小可汗」台勒虛雲

突厥默啜義子，被派到中土建立大江聯，以顛覆中土，助突厥入侵。父親席智的祖父為滅情道天君席應之子，祖母是魔相宗趙德言之孫。為向默啜表達忠心，將姓名改為突厥姓名。負責制定李清仁的奪權計劃，為此不惜犧牲大江聯。
他的武功結合魔相宗（源自曾祖母）和滅情道（源自曾祖父）。
范輕舟前往飛馬牧場時，在北博山之巔與他決戰，以兩敗俱傷的策略重創他。
- 「河間王」李清仁

名義上是李淵之孫，真實身份為楊清仁，是「影子刺客」楊虛彥與董婌妮之孫，在大江聯化名白清仁，是大江聯九壇級高手，精通天文術數，武功集御盡萬法根源智經、不死印法、補天道和白清兒陰癸派之長。
精通卜易，能憑卜易預測事情。因保護李顯之功，被封為河間王。
- 瑕

玉女宗掌門人，在《龍戰在野》卷一登場
- 符太

大明尊教碩果僅存的原子，因閉關三年，逃過被突厥滅教之禍。在《龍戰在野》登場。
在塞外遇上龍鷹，最初只為與龍鷹合作，奪回《御盡萬法根源智經》最後的三頁，以練成隱藏在最後三頁的「橫念」心法。及後隨龍鷹一起，慢慢被龍鷹改變，更在不夜城被龍鷹所救。
在《天地明環》中代替龍鷹扮演醜神醫。

### 中土魔門
「邪帝」龍鷹
《日月當空》及《龍戰在野》的主角，原名小樸，為杜傲年紀最小的徒弟，同時為其修練道心種魔大法之爐皿，為避追捕而在荒野小屋居住五年，後被風過庭及太平公主所捕。
在押返神都（即洛陽）其間，因被花間女成功行刺，反使其可以由死入生，因緣際會地成為自向雨田之後，第二名練成道心種魔大法的聖門中人。承襲了聖門邪帝的封號，同時得到身為聖門中人武曌身旁得力助手胖公公的援手。其後因為武曌默寫道心種魔大法十二篇而被封為大周國賓。
曾於八方樓替武曌怒斬薛懷義而被賜與人雅等為妾，後與吐蕃統帥横空牧野，中原第一刀手萬仞雨，御前劍士風過庭等成為好友。
為殺邊遨和外族聯手組織遠征軍。為破壞台勒虛雲等人的陰謀，不惜偽裝成醜神醫王庭經和范輕舟。
因他在戰場出色的表現，在劣勢下創造了一次又一次的奇蹟，因此被譽為另一個「少帥」，亦因此受到武三思的妒忌，而大江聯亦視他為奪權的障礙。
「聖帝」杜傲
魔門聖帝，懷疑傳承自向雨田之徒周老嘆、金環真。在《日月當空》卷一被風過庭等高手擒殺。
胖公公
「女帝」武曌旁得力助手，陰癸派韋憐香之徒，為婠婠置於宮中之內應之一。多年來一直全心為武曌套取皇位，鞏固其江山。惟因武曌殺盡聖門兩派六道，雷霆萬鈞之勢，將聖門連根拔起而心灰意冷，因此拼命吃喝，弄成現在的樣子。惟因參與追捕龍鷹，而得悉龍鷹練成道心種魔大法而成為聖門最後希望，故決定對其作出援手。特別當龍鷹置身神都錯綜複雜的形勢，胖公公更為其指點迷律。協助武曌管理宮廷和管理魔門武功秘笈。
千黛
道號桂華孤，陰癸派出身，是武曌除婠婠外最親近的人。與婠婠輪流培育法明，擅長醫術和扮演他人，代替離京的龍鷹扮演醜神醫王庭經。和武曌、胖公公對聖門看法相反，認為聖門已完成歷史任務，應予解散，故抄寫聖門武功時，特意刪去邪惡魔功。為助龍鷹扮演醜神醫，將龍鷹離京期間所見人物和診症記下。龍鷹遠赴飛馬牧場前，曾向她請教易容之術。
因壽元將盡，為迫使武曌斷絕凡心專心遁入陵墓參悟仙門之秘，假扮武曌，並由武曌以「天魔秘法」刺激身體潛藏的力量以延續壽命。在《龍戰在野》卷十八第十八章去世。
花間女
又名夢蝶夫人，花間派「多情公子」侯希白之徒。
因其師被追殺，臨終遺言「明空是女」四個字而潛入神都，遇上押返神都之龍鷹，成功將其行刺，反使其可以由死入生，練成道心種魔大法。後以夢蝶夫人之名在神都活動。當得知疑兇之一，僧王法明之拍擋「邪宗」莫問常攻打青城山，便與化身為范輕舟的龍鷹前往救援，同時將丹清子兩位徒弟明心及明惠送往慈航靜齋。
後在龍鷹與小魔女主樸往長安之途中，在往桃林之路上，藉法明與龍鷹激戰中，莫問常偷襲龍鷹時成功將其擊殺，同時斬下莫問常的首級，帶返巴蜀祭祀侯希白在天之靈，報卻一半深仇。
穆飛
飛馬牧場新一代好手，被保守派驅使，在假扮「范輕舟」的龍鷹潛入晨會時伏擊龍鷹，但給他看破而一招落敗，因此被商場主狠言，如牧場隊在少帥盃中落敗則被趕出牧場。其後在狩獵場再次伏擊「范輕舟」，被「范輕舟」看破，在一對一對戰下落敗。及後被商豫說服，對范輕舟完全改觀，跟隨范輕舟學藝，並推薦他在少帥盃決賽中加入牧場隊。因牧場隊在少帥盃決賽中敗予結合中土多位好手的關中隊，而履行諾言隨「范輕舟」離開牧場。被龍鷹帶到揚州後，經龍鷹引薦，獲夢蝶夫人傳授花間派武功，成為新一代花間派傳人。

### 大周

#### 皇宮
「女帝」武曌
歷史人物，婠婠的弟子，是徐子陵和婠婠的女兒，精擅「奼女大法」。出身於魔門陰癸派的武曌大肆肅清魔門，以她雷厲風行的武功與手段、對魔門的深刻了解，成功把幾百年也消滅不了的魔門根除，飽閱從魔門收集回來的武功秘籍，結合自身武功，連其師弟僧王法明也承認是其中一位不願面對的對手。因收集《道心種魔大法》與龍鷹結緣，視龍鷹為聖門師弟。從龍鷹得悉仙門之秘。與龍鷹有五年之約，五年後會將江山交還唐室。在《龍戰在野》最後一卷遁入高宗陵墓，參研破碎虛空之秘。
人雅
原為侍奉武曌的宮娥，後轉贈龍鷹。因酷似武曌已過世的女兒，尤其兩者在頸項處都有如點漆的小痣，武曌對她有一份特殊的情感，亦借她提醒自己不可把龍鷹殺掉。
麗麗
八婢之首。
風過庭
御前第一劍客，隨龍鷹出生入死。武器為以天石鑄成的彩虹劍。
上官婉兒
歷史人物，負責為武曌起草詔書。為保權力親近武三思及龍鷹。深悉龍鷹秘密。表面上愛上龍鷹，但和武三思有不尋常的關係。
李多祚
歷史人物，羽林衛大將軍。
薛懷義
歷史人物，張易之和張昌宗的師父，被武曌捧為白馬寺住持。他天生神力，把外家橫練轉化為內家橫練，不怕兵刀，普通真勁奈何不了他。他的兵器為齊眉鐵棍，被武曌施計與龍鷹決鬥，不敵龍鷹後為其所殺。
王庭經
醜神醫，是武曌為派遺龍鷹到奚族而設定的虛構人物，名字來源為上清派創派宗師的著作《黃庭經》。為此武曌贈送早由胖公公送予龍鷹的魯妙子製作醜面具，而胖公公亦傳授《萬毒寶典》。因龍鷹為太子和太子妃診治而打進東宮圈子。龍鷹遠征邊邀時由千黛扮演。在《天地明環》中由符太扮演。
榮公公
胖公公之徒。胖公公護送龍鷹妻妾到吐蕃時，代替胖公公管理宮廷。被胖公公稱為「小榮」。因屬胖公公派系，受韋后猜忌，在遷都時詐作溺水死亡。
高力士
歷史人物，在《天地明環》中登場。得扮演王庭經的符太賞識，授其忘拳。

###### 御衛軍
武乘川
御衛大統領，被武曌賜武姓。
令羽
御衛軍副統領，得龍鷹等人之助娶得芳華閣舉舉為妻。
小曾
小馬
小賈
方均
年約三十餘歲，蓄著大鬍子，形象威猛，雙目閃閃有神，意態沉凝。先後隨龍鷹護送吐蕃使節及征討契丹。因征討契丹之功升為大將，成為郭元振的副手。武乘川退役後，接替他成為御衞大統領。後被武曌指派為「南人北徒」計劃主持人，遠離神都政治風暴核心。
李鋒
曾隨方均征討契丹，方均擔任御衛軍大統領時擔任副統領，在方均外調時成為臨時統領。被小可汗收買，但被龍鷹以魔種發覺。
田歸道
年約三十歲，擔任殿中監，負責宮城保安，是武曌及胖公公嫡系人物。武功走十八鐵衛路線。

#### 唐室
李顯
歷史人物，武曌和唐高宗李治親兒，懦弱無能，畏懼母親武曌和妻子韋后。聖曆元年九月，被重新立為太子。
韋
歷史人物，李顯之妻，野心勃勃，希望成為繼武曌後第二位女皇帝。為令醜神醫王庭經任其差遣，不惜利用女兒安樂公主李裹兒色誘他。為令李顯下決心發動政變，與武三思、洞玄子合謀害死親生子女。
太平公主
歷史人物，武曌和李治的女兒，得師父三真妙子傳授，精通三真合一之術（媚術、幻術和武術）。懷疑醜神醫是龍鷹所扮，但被龍鷹掩飾。
李隆基
歷史人物，武曌之孫，相王李旦之子。因被龍鷹視為唐室最後的希望，由武曌考核後外放到幽州，由郭元振保護。
李清仁
名義上是李淵之孫，真實身份為楊清仁，是「影子刺客」楊虛彥與董婌妮之孫，在大江聯化名白清仁，是大江聯九壇級高手，精通天文術數，武功集御盡萬法根源智經、不死印法、補天道和白清兒陰癸派之長。精通卜易，能憑卜易預測事情。因保護李顯之功，被封為河間王。
李重潤
歷史人物，李顯之子，原本為擁唐派之希望，亦被安排與獨狐閥的獨狐倩然成婚，但因韋的陰謀，被洞玄子以邪術殺害。
「安樂公主」李裹兒
歷史人物，李顯之女，自幼被父母寵壞，成為繼狄藕仙後新一代的魔女。天生美人胚子，身材苗條結實，玲瓏浮凸，熱愛戶外運動。天性自私自利。因武李聯姻，被安排下嫁武三思之子武崇訓，但暗地裡和武延秀通奸。
「神都小霸王」李重俊
歷史人物，李顯之子，因出身問題不為韋所喜歡，因而嚮往江湖打混的生活，是繼武延秀後新一代神都小霸王。
「永泰公主」李仙蕙
歷史人物，李顯之女，因武李聯婚政策而下嫁武延基。因韋的陰謀，被洞玄子以邪術殺害。

#### 武家
武承嗣
歷史人物，被封為魏王，提出由兒子武延秀向突厥默啜之女凝艷公主求婚，武延秀出使突厥時被扣留，因而大受打擊，鬱鬱而終。
武三思
歷史人物，被封為梁王，為保權勢，和韋狼狽為奸，在李顯和韋面前中傷龍鷹。在《天地明環》中，得龍扮演的范輕舟之助，抗衡宗楚客，但在景龍之變中，被田上淵派遣高手殺害全家，並嫁禍李重俊等人。
武懿宗
歷史人物，曾為右金吾衛大將軍，曾被武曌任命為神兵道行軍大總管，率軍二十萬征討契丹，得知契丹數千騎兵來犯，不戰而退到相州，遺棄大批軍資器物，令契丹輕取趙州。被免後改任神都屯兵大總管，控制神都城外戍軍。
「神都小霸王」武延秀
歷史人物，武承嗣之子，樣貌英俊。因向突厥凝艷求婚被扣留而在武氏中失勢，為重拾名譽地位，追求安樂公主。在突厥的經歷令他成長，明白以往的風光日子只因後台靠山，亦令他明白龍鷹對他的救命之恩，對龍鷹產生崇拜及仰慕的感情。據龍鷹的猜測，目前為韋及安樂公主的面首，亦因此成為景龍之變後武家唯一生還者。
「建安王」武攸宜
歷史人物，膽小怕事，但對武曌忠心耿耿，因此武曌讓他掌握左羽林衛。
武崇訓
歷史人物，武三思之子。身才短小，賟著肚子，腦袋扁平，臉青唇白，眼肚浮腫，被酒色掏空身子。因武李聯姻的政治交易，奉命迎娶安樂公主，亦因父命需忍受安樂公主的種種行為。
武延基
歷史人物，武承嗣之子。因武李聯婚政策而娶李顯之女李仙蕙。因韋的陰謀，被洞玄子以邪術殺害。

#### 韋家
韋溫
歷史人物，韋之堂兄，被封為曹國公。
韋捷
歷史人物，韋之堂侄子，唐中宗的駙馬，拜駙馬都尉。

#### 朝廷
狄仁傑
歷史人物，深具智謀，於武曌策封李顯為儲君時引退。龍鷹本希望他出山以穩住朝堂，但當萬仭雨到達時，他自知時日無多，向萬仭雨透露希望面見愛女和外孫。在萬仭雨之助下得以在臨終前看到她們。
張柬之
歷史人物，狄仁傑引退後成為文官代表，一直堅持李氏復辟，盲目認為只要李顯成為皇帝，就可以利用朝廷力量令小人失勢。
來俊臣
歷史人物，入讀鍾離書院，經鍾離書院推薦，得武曌重用，武曌手下酷吏的用刑第一高手，經他發明的刑具和施刑方式不勝枚舉，有很多王公大臣、唐朝宗室栽在他手上，被迫自誣自告，屈成冤獄。
中玉女宗媚術，向玉女宗透露龍鷹的底細。後因誣陷李重潤等人謀反而被武曌下令凌遲處死。
黑齒常之
歷史人物，百濟人，劍南節度史，年過六十，一派儒者學人的風範，雙目藏身，雖然穿著便服，卻比其他身穿軍服的將領更有統帥的氣魄和威嚴。被大江聯派人刺殺身亡。
婁師德
歷史人物，隨龍鷹征討契丹，為征討軍主帥，因征討契丹之功升為宰相。後因不滿李顯而引退。
張九節
歷史人物，隨龍鷹征討契丹，為征討軍副主帥，因征討契丹之功升為劍南節度使，頂替被刺殺的黑齒常之，掌控洞庭湖，以便對付大江聯。
楊玄機
隨龍鷹征討契丹，為征討軍副主帥，因功升調為江南西道節度使，掌控洞庭湖，以便對付大江聯。
郭元振
歷史人物，得狄仁傑和龍鷹推薦，與龍鷹等人東征契丹，因征討契丹之功，升為幽州節度使。武曌退位前，安排李隆基到幽州跟隨他。
張仁願
歷史人物，朔方大總管。
丘神勣
歷史人物，與龍鷹合作無間。因迫害唐室成員，在李顯成為儲君後退役。
宗楚客
歷史人物，武則天堂姐之子。曾在西都任二品官，負責西域事務。因收受娑葛屬下阿史那忠節賄賂，派禦史中丞馮嘉寶攜親筆信出使，被娑葛發現，因此導致突騎施入侵（根據正史，此事發生在武曌死後之景龍二年），娑葛遂向武曌投訴，並表明得不到宗楚客人頭絶不罷休，因此事宗楚客向武三思求救，得他幫助下渡過難關。他建議武三思討好時為盧陵王的李顯，以作兩手準備。
他是一位高手，「聚玉功」在關中非常有名，亦曾參予圍捕方漸離。
在《天地明環》中，他是主要的反派，和韋后、田上淵狼狽為奸，並施計除去武三思。
宗晋卿
歷史人物，宗楚客之弟。
陸石夫
刑捕房總巡捕，卷一登場時年紀約為三十來歲，臉相豪、蓄鬚，眼似銅鈴，比龍鷹矮上兩三寸，可是脖子很粗，肩平背厚，步伐穩重，顯然下盤落過一番苦功。他是令羽的老鄉，屬寒門子弟。因擅長尋人，在日月當空卷十八協助龍鷹找尋李隆基。
徐柏年
邊防大將。
丁伏民
祖上是回紇人，因避戰禍遷居中土，視自己是漢人，與郭元振關係密切，曾參予龍鷹遠征盡忠和孫萬榮的戰役。率領精兵五百與龍鷹及外族聯軍征討邊遨。事成後攜寶退役。
謝青莊
丁伏民的副將，隨龍鷹及外族聯軍征討邊遨。
姚崇
歷史人物，官拜副相，雖和張柬之一伙，但不認同張柬之誅殺二張的策略。

#### 嶺南
婁寅真
嶺南節度使，嶺南人，武曌曾兩次企圖將他調職，但因嶺南豪族強烈反對而作罷。武曌懷疑他包庇人口販子。
越孤
繼父爵位成「南粵公」（在龍戰在野卷十第八章為「鎮南公」），被譽為嶺南第一人。被符君侯斬殺。
越浪
越孤之長子，年約二十多歲，身材修美筆挺，長得瀟灑英偉，極其神采風度，出席飛馬節，與范輕舟達成合作關係。父親被符君侯斬殺後被心腹掩護逃走。
敖嘯
越孤頭號大將，外號「凶神」，隨越浪到飛馬牧場，看穿范輕舟的真實身份。
宋魁
宋閥後人，穿著簡樸，外形英偉魁梧，身高和龍鷹差不多，從外表看像流氓多於出身自宋家的人。用刀高手，在飛馬牧場初步悟通天刀八訣。采薇潛入魯妙子故居時將她制服。和龍鷹假扮的范輕舟約戰。

#### 關中

###### 宇文閥
宇文破
宇文閥新一代高手，負責東宮防務。雖然只有二十餘歲，卻已臻先天真氣的上乘之境。
宇文愚
宇文家高手，飛馬節關中隊成員。
宇文朔
宇文家第一高手，是繼宇文化及後第一個練成冰玄勁的人。自幼立誓專志武道，並曾到天竺歷練。因獨孤善明一家慘遭滅門，被家族召回，並參予及主持房州之役，將一眾偷襲李顯的高手殲滅。在飛馬節隨家族成員到飛馬牧場，但一直沒有出場，至準決賽大戰嶺南隊才顯露身手。

###### 獨孤閥
獨孤善明
武周時獨孤閥成員，嗜武成狂，花五千兩黃金購得《御盡萬法根源智經》，卻惹來滅門之禍。在《天地明環》中，宇文朔說他死前不論身份、地位和武技俱為關中第一人。據符太猜測，他是被田上淵以混毒和偷襲方式打擊其能力，最後被北幫三帥之一的練元殺害。
獨孤善亮
獨孤善明之兄，借出二千兩予獨孤善明以購買《御盡萬法根源智經》。
獨孤倩然
武周時獨孤閥成員，在飛馬節時身穿黃衣，是獨孤閥新一代高手。被家族安排嫁予李顯長子李重潤。擅長祖輩尤楚紅的碧落杖法，並將武功融入馬球賽。在飛馬牧場對假扮范輕舟的龍鷹抱有好感，並看破其真實身份。
因獨孤善明之死，對大明尊教碩果僅存的原子符太恨之入骨。

###### 長孫家
長孫持國
參加飛馬節，是關中隊成員。

###### 其他
乾舜
參加飛馬節，是關中隊成員。
季承恩
參加飛馬節，是關中隊成員。

#### 其他
崔老猴
活躍四川、吐蕃的行商，年約五十多歲，身形高瘦，因貌似猴子，故名。得龍鷹之助，娶得波斯美人。
采薇
女飛賊，范輕舟的舊情人，識破龍鷹的假范輕舟身份。父親是雷九指傳人，繼承父親的偷竊絶技。因父親修練魯妙子遺下「九轉罡」走火入魔，為減輕父親的痛苦，到飛馬牧場偷取魯公寶藏內的丹藥「死劫」。借用范輕舟隨從的身份，得以在飛馬節進入飛馬牧場。潛入魯妙子故居時被宋魁制服，後得假扮范輕舟的龍鷹相助得到「死劫」。

### 白道
端木菱
慈航靜齋傳人，師妃暄之徒，被龍鷹的魔種吸引，兩人的愛戀不是世俗的男女之情、肉體之歡，實是魔種與道心的精神牽絆。
「小魔女」狄藕仙
國老狄仁傑之女，拜端木菱為師。嫁予龍鷹後，遂跟著龍鷹離開中土到吐蕃高原生活，在吐蕃為龍鷹生下一子。得萬仞雨通知，為見父親最後一面而回到中土。
閔玄清
洛陽最著名女冠，外號「天女」，是三清觀主持。協助龍鷹為麗綺七美擇婿。因和龍鷹有肉體關係，得到魔種的好處。龍鷹遠征邊遨時被楊清仁泡上手。
丘道約
關中劍派派主。
萬仞雨
大唐第一刀客，關中劍派第一高手，丘道約之徒，得龍鷹轉贈寇仲兵器井中月。跋涉千里到大漠之外與龍鷹、風過庭三人出生入死，建立了親如兄弟的感情，
狄仁傑病死前，得他之助，得以在臨終前看到女兒及外孫。
劉南光
出身自關中劍派，萬仞雨之師弟，擅長經商，因身型與龍鷹相似，作為龍鷹的替身扮演范輕舟。
易天南
洛陽首富，洛陽幫實際上的大龍頭，亦是洛陽水運行會的會長。黃河幫被北幫攻打時增援黃河幫，被北幫高手偷襲殺害。
聶芳華
易天南的繼母，曾是紅極一時的名妓，後名義上嫁給洛陽幫的老大，實際上是認洛陽幫老大為義父。洛陽幫老大早死後獨身，創立芳華閣，本著旗下妓女賣藝不賣身的宗旨營運。在夢蝶夫人的棋局中看上了萬仞雨，後嫁予萬仞雨。
丹清子
出身自慈航淨齋的支派上智觀，因發現法明搶去上智觀的《無上智經》，在挨了他一腳下一掌擊中他，壽元將盡下任憑丹功延壽一年。在上清觀之役羽化。死前拜託龍鷹，將明惠和明心送到慈航靜齋。
明惠
丹清子之大徒，丹清子死前將她及明心託付於假扮范輕舟的龍鷹，後成為上清派護法。
明心
丹清子之小徒，丹清子死前將她及明惠託付於假扮范輕舟的龍鷹，後成為上清派派主。
陶顯揚
黃河幫少幫主。高大俊朗，年輕有為，為父親打理黃河幫大部分業務。被玉女宗以美色誘惑，對龍鷹漸漸不信任。
沈興隆
黃河幫副幫主。
寧采霜
外號「寧夫人」，但未婚，是保護李顯的高手團成員。師從無念淨宗原大師，精修無念禪，擅長用劍。因李顯畏妻如虎而拒絕監國加上他毫無作為且耽溺於酒色，及深悉韋后為人，心機深沉且卑鄙，而對太子黨感到失望，看破現實後決定離京。與龍鷹有一段魔種與道心的相依牽絆。。
方陵仲
方素素與香玉山之子，被寇仲及徐子陵收為義子，娶徐子陵之女為妻。武功盡得寇、徐真傳。收桂有為為徒。多次婉拒武曌召見。傳聞中人物，未有在小說中出場。目前定居於嶺南。

#### 竹花幫
桂有為
竹花幫現任幫主，是寇仲、徐子陵好友桂錫良之孫，亦是寇仲義子陵仲唯一的徒弟。
曾因武曌希望面見陵仲夫婦而被武曌打壓，得龍鷹開口相助而令武曌取消打壓，因而與龍鷹結成好友。
令羽退役後協助他在江南經營鹽運。
替龍鷹製造「范輕舟」身份。
向希淳
竹花幫內三堂總堂主，年約四十多歲，短小精悍。外袍襟頭處繡了八片竹葉。飛馬節馬球賽竹花幫隊總指揮。
汪明亮
竹花幫參予飛馬節馬球賽成員，有四片竹葉
史青
竹花幫參予飛馬節馬球賽成員，是香主級人物，只有三片竹葉
鄭居中
竹花幫堂主，幫助「香怪」魯丹和龍鷹建立販賣香的七色館，有六片竹葉
向任天
竹花幫人，被譽為天下操舟第一人
李趣
竹花幫人，「香怪」學徒

#### 飛馬牧場
商月令
宋名文獨女，於宋名文過世後成為飛馬牧場場主。十二歲時曾被送往嶺南，隨徐子陵、石青璇之女學習簫藝。據說她的美麗和氣質絕不在商秀珣之下，且猶有過之。因祖母商秀珣晚年遺下三卷飛馬記，希望後輩遇上心儀對像要勇敢追求，因此聽到龍鷹大破契丹時開始傾慕他，為見龍鷹而重新舉辦飛馬節。從桂有為處知道龍鷹假扮范輕舟的事。借助魯妙子研發的假面具和變身工具，在飛馬節時化身為「宋問」以接近假扮「范輕舟」的龍鷹，但被龍鷹看穿。
商守忠
飛馬牧場副執事，「范輕舟」初到飛馬牧場時負責接待他。和飛馬牧場大部分人一樣，在政治和思想上傾向唐室，對匡扶李顯的河間王李清仁崇慕，因此對范輕舟到達後第一天即向李清仁挑釁感到反感，隨即向飛馬牧場高層匯報此事，導致保守派高層決定將范輕舟驅逐出牧場。
宋明川
飛馬牧場大總管，年約五十多歲，有禿頭。飛馬牧場保守派。
商遙
飛馬牧場主執事，年約五十歲，生得仙風道骨。飛馬牧場保守派。
商豫
飛馬牧場新一代好手。曾從宋魁中學習武功。嚮往外面的生活。拜龍鷹為師，被龍鷹安排保護李隆基。

### 佛門

#### 淨念禪院
在武周時被改名為僧王寺，後應端木菱要求交回佛門。
法明
歷史人物，婠婠的徒弟，武曌的師弟，被派往佛門當臥底，因武功高強，人稱僧王。初期對皇帝寶座抱有野心，希望武曌能傳位給他。龍鷹和席遙交戰後從龍鷹處得悉仙門之秘，因此失去對爭霸天下的興趣。在《龍戰在野》卷末與席遙一起返回神都，助龍鷹應付東宮、擁唐派與魔門的挑戰。
「笑裡藏刀」檀霸
法明座下四大弟子之一，身形肥胖，曾在北疆橫行多年，是凶名極著的獨行大盜，北方武林聞之色變。法明解散僧王寺後改投二張。
羊舌冷
法明座下四大弟子之一。法明解散僧王寺後改投二張。
三真妙子
法明座下四大弟子之一，講求三真（媚術、幻術和武術）合一。
「逍遙王」年平生
法明座下四大弟子之一，書生模樣，善使長劍，被譽為朝外第一劍手，聲名僅次於風過庭。法明解散僧王寺後改投二張。經法明勸說後離開二張。
小佛爺
羊舌冷之徒。
莫問常
外號「邪宗」，二十多年前惡名遠播，不但因他手段兇殘，動輒殺人，更因他愛好男風，專揀男童下手，長期被官府通緝，更曾多次被人圍攻，仍能脫身逃去。其後托庇於法明門下，法明與他亦師亦友。他擅長追蹤之術，亦養了一批武功高強的死士，專替法明做一些他不願出面做的事情。伏擊龍鷹，被龍鷹和夢蝶夫人聯手擊殺。

#### 其他
賢首大師

### 道門
「天師」席遙
天師道掌門人，閱讀盧循的筆記，發現自己是盧循的轉世，因而發現仙門之秘。為開啟仙門，相約龍鷹比武。

### 黑道

#### 北幫
近年在長安崛起的幫派，以販賣私鹽起家。
田上淵
北幫大龍頭，希望借助范輕舟的勢力而與黃河幫、竹花幫抗衡。其身份為大明尊教上代原子殿階堂，在《天地明環》 正式登場。
樂彥
在飛馬牧場與范輕舟結識，並促成北幫與江舟聯的合作關係。據龍鷹猜測，他是宗楚客佈置在北幫的綫眼。
郎征
北幫三帥之一，負責洛陽地區
白牙(練元)
北幫三帥之一，本為大河海盜，後投靠北幫，為北幫水上戰帥，從田上淵處學得血手。最後於天師席遙帶領的龍鷹及鷹旅一行人，大破練元於河道上，最後被竹花幫向問天徒弟小戈擊斃於水底。
尤西勒「夜梟」
被假扮范輕舟的龍鷹擊殺於長安
善早明
北幫三帥之一

#### 其他
古夢

### 大江聯／玉女宗／塞外魔門
大江聯有過百年歷史，起始時是個鬆散的組織，總攬了幾乎在長江一帶活動的百餘個大小幫會。不過近十年來開始變質，從一個行會式的組織，變成一個結構嚴密，等若割地稱霸的大幫會，聲勢逐漸凌駕竹花幫之上，兼且竹花幫在揚州一役折損甚巨、元氣大傷。大江聯隱然有取而代之之勢，只因大江聯非常克制，把勢力抑壓在長江流域。最高明的是旗下幫會仍各自保留名號和結構，令人不曉得哪個幫會為主，哪個幫會為副。究竟誰在主事。

在唐高宗統治期間，席智向突厥骨咄祿可汗獻上內部顛䨱中土之計，從大江聯選址、用人、定制，任由席智一人包辦。席智臨終前，得默啜可汗同意，由其子台勒虛雲繼承大江聯最高領袖之位。
「小可汗」台勒虛雲
突厥默啜義子，被派到中土建立大江聯，以顛覆中土，助突厥入侵。父親席智, 台勒虛雲的祖父為滅情道天君席應之子，祖母是魔相宗趙德言之女。為向默啜表達忠心，將姓名改為突厥姓名。負責制定李清仁的奪權計劃，為此不惜犧牲大江聯。
他的武功結合魔相宗（源自祖母）和滅情道（源自曾祖父）。
范輕舟前往飛馬牧場時，在北博山之巔與他決戰，以兩敗俱傷的策略重創他。
白清仁
見唐室
寬玉
突厥人，被默啜派到中土協助小可汗建立大江聯。表面上是大江聯二號人物，在大江聯中位屬十二壇級，但實際上被小可汗架空及出賣。信任范輕舟。
高奇湛
大江聯二統帥，由小可汗一手提拔，以制衡寬玉。在大江聯內屬九壇，負責練兵和進行突擊任務。師傅是墨家最後一個門徒。
洞玄子
大江聯九壇級人物，小可汗坐坐駕三大高手之一，玉女宗高手，精通旁門左道之術，其「大元丹法」別走蹊徑，陰損邪異，好男色，乃道門敗類。他的魔功陰損，和他交過手的人幾個月後傷發身亡。
莫玉盟
香家後人，原名香霸，在塞外長大，到中土後改名換姓，藉大江聯建立販賣人口勾當。在大江聯總壇經營結合賭館和青樓的因如閣﹐負責大江聯的賭業和青樓，亦是大江聯人口販賣業的最高負責人。雖然他在大江聯沒有壇數，地位卻僅次於小可汗。因塞外打擊人口販賣，化名河南望族「榮士」，以珍古齋大老闆身份打進神都權貴圈子。暗戀柔夫人，因此妬忌符太。
湘君碧
又名湘夫人，屬玉女宗系統，范輕舟進入大江聯總壇後被委派為其師傅，以爭奪飛馬牧場招親大會資格。精通媚術，經莫玉盟指使，不惜利用美色勾引龍鷹，但卻時常反被龍鷹佔便宜，以玉女宗的種玉大法安排在龍鷹身上種玉。范輕舟從揚州前往飛馬牧場時，在竟陵企圖拖延時間以令追捕范輕舟的高手趕上。因對楊清仁產生情意，被他盜取元陰引致武功衰退，產生心靈傷害。
范輕舟
突厥後裔，因在青樓爭風吃醋，打死打傷了幾個富家子弟，在苦主父母央求下，竹花幫幫主桂有為派了不少高手，追殺千里後終在鄱陽湖將他狙殺。後由龍鷹扮演以混入大江聯。龍鷹不在時由劉南光扮演。本尊外號「玩命郎」，成名兵器是蛇首刀。
花簡寧兒
突厥人，丈夫扮演採花盜被范輕舟所殺，後來大江聯為籠略范輕舟而嫁予他，曾對龍鷹假扮的范輕舟動過情，也有肉體關係，自問對龍鷹除了恨非是沒有愛。本屬寬玉派系，但被小可汗在床上馴服，變成小可汗的人。曾愛上白清仁，死前得悉范輕舟為龍鷹所扮。後因得悉白清仁的秘密而被滅口。
池上樓
長相英俊，以美貌吸引烏江幫老大雲方俠的么女雲華櫻芳心，入贅雲家，然後安排雲方俠和兩個兒子先後被害，成功控制烏江幫。
翟煙翠
巴蜀最大的幫會巴蜀盟龍頭老大翟連逢的獨生愛女，因父親被刺殺而成為巴蜀盟盟主。
格方倫
金沙幫龍頭老大
宋言志
策劃偷襲橫空牧野的樓船時被龍鷹發現並俘虜，其後成為龍鷹在大江聯的臥底。被派到神都翠翹樓內分析情報。
天龐
策劃暗殺奚族使節團，被龍鷹識破後成為龍鷹在大江聯的臥底，因此事成為六壇級人物。
「槍君」符君侯
在南方崛起的高手，長相豪雄，但粗中有細，並非徒憑勇力之人。他比龍鷹高半寸，肩寬膊厚，穩如山嶽，鼻樑很高，眼深藏神。武器是長九尺三寸半，重六十五斤，以鋼製成的「飛伏槍」。在神都與龍鷹比試，因摸不清「接天轟」的特性，被龍鷹打到內傷。其後返回南方。負責大江聯嶺南的人口販賣活動。龍鷹懷疑他是香家後人。
真白拿雄
弓謀
年近半百，半禿頭，鷹勾鼻，落腮鬍子，風霜滿面，武功不俗，有「南城萬事通」之稱，在大江聯總壇當「城監」，位屬五壇級，負責每月為南、北城撰寫詳盡報告，讓大鎮將可掌握民情民意。對香家有殺父之仇，而對香霸和小可汗有辱妻之仇。龍鷹得到他的信任，令他成為龍鷹在大江聯的臥底。因在南城出色的表現，被派到神都翠翹樓內接收情報。
鄧叔方
因如閣主持人，年約四十多歲，雖然是胖子，但卻靈巧結實，走路時虎虎生風，鼻子平直，顯出很強的個性。他的衣飾華麗，穿耳戴環，雙目精光內斂收藏，像是不論看到什麼，都是無動於衷，與此絕不相襯的是他的笑容，似永遠掛在唇角處。人稱鄧胖子。
康康
玉女宗新一代好手，表面看來秀雅絕俗，但其實都是湘夫人一手利用，為的是趁范輕舟因美色而無防備時，以種玉大法在他身上種玉，以便洞玄子在和他決戰時擊殺他，但反被識破。
沈香雪
莫玉盟的二女兒，被莫玉盟自小收養，資質佳絕，除了精通賭術外還非常博學，尤其精於園林建築之道。被台勒虛雲和莫玉盟利用，以美色及卑劣手段暗害范輕舟，但卻被龍鷹扮成的范輕舟次次識破，反被他弄上床鋪。
無瑕
魔門中人，隨寄塵子對付勝渡及龍鷹。據龍鷹推測，她可能是玉女宗的掌門人，她的武功「玉女心功」懷疑來自白清兒，結合天魔大法、御盡萬法根源智經和媚術，尅制龍鷹的道心魔種。范輕舟前往飛馬牧場時，在他與小可汗在北博山之巔決戰後意圖伏殺他。龍鷹懷疑她來自秘族。
「柔夫人」紀柔
香霸寵妾。據龍鷹推測，她可能是玉女宗二號人物。符太與龍鷹潛入香霸坐船時，偷聽到她的說話而產生追求她的情緒。在神都化身為榮士之妹榮柔。黃易筆下另一紀姓美女。
樂載文
香家後人，原名香文，香霸堂兄弟，隨无瑕等人在塞外狙殺龍鷹。在神都化名潘奇秀，為翠翹樓的老闆。
崔淩
高奇湛旗下大江聯總壇七壇級高手，在總壇的野火舞會中圍攻范輕舟
蛟騰
高奇湛旗下大江聯總壇七壇級高手，在總壇的野火舞會中圍攻范輕舟
多柯摩
秘人，楊清仁旗下「二十八宿」之一，背叛秘族投靠楊清仁。龍鷹應秘族公主的要求，在總壇的野火舞會中，被十多人圍攻下擊殺他。
花俏娘
大江聯總壇風月樓的老闆，本為湘夫人的婢子，是大江聯六鎮之一容破的秘密情婦。後被派到汝陰。
周俊
楊清仁旗下二十八宿之一，被派到汝陰。被假扮康道升的龍鷹認出，在龍鷹逃走時將他重創。
霜蕎
莫玉盟長女，大江聯情報網的負責人，范輕舟前往飛馬牧場時，在他與小可汗在北博山之巔決戰後意圖伏殺他。據龍鷹估計，她的武功至少屬湘夫人級數。她另一身份為「江南才女」都鳳，和商月令是好友，因此知悉商月令暗戀龍鷹，及她化身為「宋問」的秘密。在飛馬節中為助楊清仁奪取商月令芳心，不惜勾引范輕舟。
文紀昆
有雲貴第一高手之稱，十七歲時擊殺活躍於雲貴的一個惡名昭著的惡霸，被邀加入雲貴商社，得古夢重用。亦是名聞全國的馬球手，隨嶺南隊到飛馬牧場，被龍鷹看穿他是大江聯派來競逐商月令芳心三人之一。
白蓋
外號「蘭陵公子」，被龍鷹看穿他是大江聯派來競逐商月令芳心三人之一。
左武
塞外魔門成員，精修天魔大法。在神都化身成「沒影子」凌岸，打入二張集團。被千黛發現其底細。因企圖潛入長生殿偷聽化身為武曌的千黛和龍鷹的對話而被龍鷹發現，在龍鷹離開長生殿後被其點名，心虛下逃走，被龍鷹當場斬殺。

### 大明尊教
捷頤津
上代原子兼大尊，在追殺叛徒殿階堂時受創，死前收符太等人為徒，並培養符太為原子。兩年後因舊傷而死。
殿階堂
捷頤津首徒，遠赴波斯盜取鎮教之寶五采石後，姦殺修習明玉功的女同門，奪取其明玉元陰，功力大進。其後叛出大明尊教。在中土改名為田上淵，並創立北幫。
寄塵子
本姓遊，化名傑天行。被默啜派到天山南驛對付勝渡，因善意借二兩銅錢予龍鷹，被龍鷹識破奸計後詐作逃離默啜。真實身份為「鳥妖」，和殿階堂是師兄弟。據桑槐所說，他能通鳥言，迷鳥成狂。據虎義估計，他該是高昌人。因達達之死而與龍鷹等人結下不解之仇，後在隨莫哥入侵中土時被龍鷹等人追殺，最後被突然出現的虎義等人亂箭射死。
妲瑪
來自波斯大明尊教，修練明玉功。前往中土找尋五采石，因而與大江聯合作。和符太因偷練大明尊教功法而互相吸引，後得龍鷹和符太之助，得以從田上淵處回五采石。是大唐雙龍傳中龜茲美女玲瓏嬌的徒弟。
無瀰（侯夫人.樂美）
魔門中人，來自波斯大明尊教，因愛上寄塵子而盜取五采石。隨寄塵子對付勝渡及龍鷹。後因寄塵子被殺而在其屍體前殉情。
符太
大明尊教碩果僅存的原子，因閉關三年，逃過被突厥滅教之禍。
曾從段玉成身上學習長生拳。
在塞外遇上龍鷹，最初只為與龍鷹合作，奪回《御盡萬法根源智經》最後的三頁，以練成隐藏在最後三頁的「橫念」心法。
和龍鷹塞外之行改變了符太的思想。
在不夜城差點被拓跋斛羅殺掉，經龍鷹魔氣搶救後，吸收了生氣。
在神都以王庭經的藥童身份行走。
在揚州偷聽到柔夫人聲音後戀上她。
為掩飾王庭經和范輕舟不能同時出現的問題，胖公公建議由他扮演王庭經。

### 外族

#### 吐蕃
橫空牧野
历史人物，本名韦·乞力徐尚年。吐蕃人，因在洛陽與龍鷹一戰，戰後結成好友。
林壯
吐蕃將領，隨橫空牧野到中土，因龍鷹與橫空牧野交手時借出長槍而與龍鷹結緣。率領五百吐蕃精兵與龍鷹及聯軍征討邊遨。
美修娜芙
橫空牧野的乾女兒，金髮金睛美女，後成為龍鷹的妻妾之一，為龍鷹誕下一子。
悉熏
吐蕃的大官。

#### 突厥
默啜
歷史人物，突厥可汗，對中土懷有極大野心，透過和塞外魔門合作加上大江聯滲透中土。對龍鷹恨之入骨，派遺大軍征剿他。
凝艷
默啜之女，富計謀。
匐俱
歷史人物，默啜的小兒子，有勇有謀，他的武功在突厥高手中排名第五。
軍上魁信
突厥大將，在戰場上多次對龍鷹構成生命威脅。因天石事件加上匐俱的僭言，被默啜下令夷族，隻身逃出後製造假寶藏圖以找尋機會報仇。他的武功在突厥高手中排名第三。
拓跋斛羅
突厥第一高手，被突厥人稱為無上師，戈征和匐俱均是他的弟子。憑一己之力差點把符太殺掉，幸得龍鷹、皇甫常遇先後出現。龍鷹評價他為「真氣的魔術師」。
丹羅度
突厥大將，取代因天石事件而開罪默啜的軍上魁信。據軍上魁信所說，他的武功在突厥高手中排名第四。因征討龍鷹無功，為免默啜盛怒下遷怒他的親族和手下將領，在回到突厥後，召集手下將領，向他們說「不是龍鷹亡我，而是天要亡我」，然後運功震碎全身經脈，當場自盡而亡。
莫賀達干
歷史人物，突厥大將，在軍上魁信叛逃、丹羅度自殺後登場，負責帶領突厥先鋒軍對統萬古城的進攻。
戈征
突厥首席刀手，突厥獵殺龍鷹的百人高手團成員。據軍上魁信所說，他的武功在突厥高手中排名第六。
「夜神」莫哥
金狼軍統帥，在突厥高手中排第二。他善用長兵器，但真正拿手兵器是長柄單面刃、刃長三尺，柄長四尺的偃月刀。被評為戈壁最擅長打夜戰的人。他率軍埋伏在拿達斯要塞附近，當龍鷹等人在附近起出沙缽略可汗和千金公主墓穴寶藏時率軍突擊，被龍鷹等人以寶蔵兵器守住而敗逃。後勾結田上淵，企圖背叛默啜。
「紅翼鬼」參骨
突厥大將，突厥鬥爭的重要樞紐。身披紅披風，武器為誅神刀。武功不在默啜莫哥之下。與博真對決時展現他的強焊。後龍鷹費盡好一番功夫才擊敗他，並從其口中取得鳥妖的相關資訊。

#### 南詔
宗密智
六詔中蒙巂詔和越析詔共同的鬼主，不單武功蓋六詔，且有靈通鬼神之機，被邪靈附身，企圖毀去丹冉大鬼主的骸骨以破去丹冉大鬼主加諸他身上的咒誓，最後被龍鷹、風過庭、萬仞雨重創後被月靈所殺。
眉月
洱海區巫醫，丹冉大鬼主，十二歲便懂得為人畜治病，通獸言，又能為死去的人召靈。二十歲時遇上重傷的風過庭，並暗戀他，在風過庭離開後三天，服下「夢鄉」自盡，死前以生命力量立下對宗密智的咒誓。死後轉世為蒙舍詔公主月靈。
皮羅閣
歷史人物，蒙舍詔王子，助龍鷹在風城抵抗蒙巂詔和越析詔聯軍。
月靈
蒙舍詔公主，皮羅閣之妹，為眉月轉世，得龍鷹等人幫助，借彩虹劍殺掉宗密智。後與風過庭相戀。
紀干
洱西族族長魏子期的女兒，有洱海最美麗處女之稱，是繼尋秦記紀嫣然、邊荒傳說紀千千、大唐雙龍傳長安第一名妓紀倩、覆雨翻雲紀惜惜後黃易小說內另一紀姓美女（如計算名字含有「紀」字的，還包括封神記內的芙紀瑤）。後與吐火羅高手覓難天相戀。

#### 其他
李智機
奚王。
李大酺
歷史人物，李智機長子，忽患頑疾，外表像縮成一團的小老頭，皮膚乾澀，滿布皺紋。群醫束手無策，連草原上最有本領的巫醫也無計可施，後被醜神醫王經庭治好
李盡忠
歷史人物，契丹王，方面大耳，身材瘦削，左額角長了個肉瘤，下頷翹起，愛好早上出城打獵，被龍鷹暗殺身亡。
孫萬榮
歷史人物，李盡忠妻舅，曾大敗唐軍，後被唐軍和突厥軍夾擊，兵敗逃走時被萬仞雨斬殺。
參師禪
突騎施高手，多次暗殺龍鷹，改投突厥後被默啜尊為國賓，是突厥獵殺龍鷹的百人高手團團長。武器為飛輪。默啜失敗後投靠田上淵。在天地明環中欲趁夜姦淫獨孤倩然, 湊巧被假扮范輕舟的龍鷹發覺而擊殺於獨孤府內。
万俟京
秘人。
万俟姬純
秘族公主，富計謀，助龍鷹尋得沙缽略可汗和千金公主墓穴寶藏。與龍鷹曾有過一段情。
白赤
龜茲王。
荒原舞
龜茲人，畢玄之徒孫，初被默啜派到中土當臥底，隨龍鷹等人征討契丹時被龍鷹感動，化敵為友。隨龍鷹遠征邊遨。
花秀美
龜茲人，畢玄之徒孫，荒原舞之妹，初被默啜派到中土當臥底，後因龍鷹等人義助荒原舞而化敵為友。擅長跳舞。與龍鷹曾有一段情，後為龍鷹生下一女。
盛江雲
回紇將領，荒原舞好友，天石事件後成為天山南驛幕後老闆。
彩虹夫人
且末王族，運送天石和出使回紇，在天山之戰中被突厥軍隊偷襲而戰死。與龍鷹曾有過一段情。
玉芷
且末人，彩虹夫人的弟子，在天山之戰中為救彩虹夫人而死。
玉雯
且末人，彩虹夫人的弟子。本隨彩虹夫人嫁到回紇，天山之戰後因彩虹夫人戰死而性情大變，代替彩虹夫人嫁到回紇。目前是回紇王獨解支最寵愛大妃，為回紇王誕下一子。
莊聞
且未人，負責護送彩虹夫人和天石到突騎施，在天山之戰中被突厥軍隊偷襲而戰死。
風漠
且末將軍，隨莊聞護送彩虹夫人和天石到突騎施，在天山之戰中重傷。
勝渡
黠戛斯人，曾跟隨鑄大師學藝兩年，被龍鷹從沙漠中所救，得龍鷹等人之助，以天石之心鑄成三把神兵，成為新一代鑄大師。
達達
天山獵族最出色的獵手之一，荒原舞的好友，受龍鷹和荒原舞之邀偵察邊遨的行踪。被鳥妖擒獲後在龍鷹等人面前被鳥妖殺害。
喀林加定
天山獵族族長。
娑葛
歷史人物，突騎施可汗。
遮弩
歷史人物（亦作遮努），突騎施人，娑葛之弟，背叛娑葛投靠突厥。
獨解支
歷史人物，回紇王，年紀五十歲，是西域中除突厥外最有權勢之人。與龍鷹一見如故，確立其親唐政策。
方雄廷
回紇將領，經荒原舞介紹，成為龍鷹好友。
覓難天
吐火羅高手，欽沒重金禮聘，在青藏高原參與追捕龍鷹行動，與天竺高手白帝文聯手下，兩人都未能留住龍鷹，而白帝文更受重傷。其後在妹湖附近以一人之力擊退覓難天等人率領的吐蕃千二人大軍，覓難天因此而向欽沒請辭。因欽沒姦殺了送予覓難天的女人，為尋仇而與龍鷹在南詔相遇，經一連串戰役後成為好友。其後參予征討邊遨戰役。在南詔與紀干一見鍾情，與紀干生有一女。
虎義
克侖雅巴族戰士，是龍鷹遠征邊遨時，在龜茲找上荒原舞的三十七名西域死士之一。得寶藏後與博真、管軼夫到處尋歡作樂，輾轉到達神都後遇上龍鷹假扮的范輕舟，受邀加入安樂公主馬球隊。
君懷樸
高昌族，是龍鷹遠征邊遨時，在龜茲找上荒原舞的三十七名西域死士之一。
樂轉蓬
黠戛斯族著名巫醫，精通土法治病，是龍鷹遠征邊遨時，在龜茲找上荒原舞的三十七名西域死士之一。在遠征軍中協助醫治傷者。
管軼夫
生長在薛延陀馬賊，七歲時目睹娘親被馬賊父親活活打死後立誓報仇，與荒原舞有深厚交情，是龍鷹遠征邊遨時，在龜茲找上荒原舞的三十七名西域死士之一，練就出「炎元真氣」，能在隔丈的距離以真氣殺敵。得寶藏後與博真、虎義到處尋歡作樂，輾轉到達神都後遇上龍鷹假扮的范輕舟，受邀加入安樂公主馬球隊。
權石左田
疏勒高手，是龍鷹遠征邊遨時，在龜茲找上荒原舞的三十七名西域死士之一。
「賊王」邊遨
薛延陀馬賊首領，智勇兼備，殘忍好殺，手下馬賊眾多且神出鬼沒，各國都對他恨之入骨，潛入瀚海軍時被龍鷹發現，由回紇王獨解支派軍征剿，並由回紇王親自斬殺。應龍鷹要求，人頭被送到神都。
「狼人」黎定谷
薛延陀馬賊，邊遨的左右手，為龍鷹所殺。
拔賀野
被稱為沙陀第一勇士，突厥獵殺龍鷹的百人高手團成員。
烏素
天竺高手，被突厥聘為獵殺龍鷹的百人高手團成員，因龍鷹和覓難天化敵為友關係，在高手團中暗助龍鷹。
博真
和龍鷹在天山南驛結識，身負沙缽略可汗和千金公主墓穴寶藏的秘密，得龍鷹之助終能尋得寶藏。後與虎義、管軼夫到處尋歡作樂，輾轉到達神都後遇上龍鷹假扮的范輕舟，受邀加入安樂公主馬球隊。
桑槐
白魯族高手，為龍鷹領路。
皇甫常遇
柔然人，外表三十五、六歲，武器為六尺三寸的鋼鑄卷刃。得龍鷹之助，起回沙缽略可汗和千金公主墓穴寶藏中收藏的柔然聖物「晶玉靈杖」。
皇甫嬋善
柔然人，皇甫常遇之妹，擅使彎刀，與龍鷹有過一段情。後隨皇甫常遇離開。
芭薇格麗(九卜女)
塞外邪惡派系，與大明教尊有交換武功的歷史，擅長九種技能故稱「九卜」。曾下毒企圖殺扮演醜神醫的符太。
埃簡九野望(九野望)
西域康國人，人稱 蔥嶺之妖。躲藏於宗楚客府內，被稱作「九老師」，對魔種有感應。

## 與史實相異之處
- 宗楚客受阿史那闕啜忠節賄賂，令娑葛叛唐，事件發生於景龍二年（公元708年），即武則天死後3年，而非在武則天掌權時發生。
- 在《龍戰在野》中，狄仁傑死後不久千黛亦身故，但實際上狄仁傑早在公元700年病逝，比武曌早五年病逝。
- 在《龍戰在野》卷十六中，來俊臣因誣告李重潤、李仙蕙和武延基，而被武曌下令凌遲處死，但實際上東宮慘案發生於公元701年，而來俊臣早於697年因誣告太平公主而被處死。史載李重潤等人是被武曌下令處死，而非中洞玄子邪術而「自殺」。
- 根據正史記載，武三思一家是被李重俊派兵殺死；而在《天地明環》中透露景龍之變時，田上淵趁李重俊起兵而派高手到武三思家滅門，再嫁禍李重俊。
- 郭元振在大周末年至唐中宗時都負責西域，並非如小說般被派到東北。

## 未解之謎
由於黃易在連載《天地明環》時猝逝，書中留下不少疑團
- 龍鷹能否修成至陰無極，助法明、席遙等人破碎虛空
- 在卷廿二提及嶺南越家被符君侯攻破，越孤被殺，越浪、穆飛等人的去向
- 北幫、大江聯、香家的下場
- 寇仲義子、香玉山之子陵仲雖在書中一再被人提及，但一直沒有在書中登場，而其對嶺南尤其婁寅真、符君侯的態度被人質疑他是否縱容甚至參予其中
- 李顯是否被田上淵、九卜女等人毒殺，而安樂公主大婚之時是否宗楚客等人發動之時
- 一些歷史人物會否跟隨歷史軌迹，如龍鷹曾向李隆基力保上官婉兒，上官婉兒能否逃過在唐隆政變後被殺的命運

## 外部連結
- 黃易《日月當空》-時報出版建立的facebook群組
- 黃易作品集-蓋亞文化建立的facebook群組